# Ondes-Martenot
De ondes-Martenot (Nederlands: Martenot-golven), kortweg: ondes, is een van de vroegste elektronische muziekinstrumenten. De monofone ondes-Martenot maakt gebruik van een elektronenbuis om een geluidsgolf te genereren. 

## Uitvinding
Uitvinder Maurice Martenot (1898-1980) was een Franse cellist met belangstelling voor radio-techniek. Het idee voor zijn uitvinding ontstond gedurende de Eerste Wereldoorlog toen Martenot radio-operateur in het Franse leger was. Daar verkreeg hij de bijnaam le chien mexicain (de Mexicaanse Hond), vanwege zijn fascinatie voor het gelijknamige, Chihuahua-achtige bijgeluid dat destijds veelvuldig het radioverkeer verstoorde. Hij slaagde erin om, gebruikmakend van de Mexicaanse Hond, op het radiotoestel te musiceren. Dat idee zou later de basis vormen voor zijn ondes-Martenot.
Op 3 mei 1928 presenteerde Martenot, geassisteerd door zijn zuster Ginette, zijn uitvinding in de Parijse Opera. Vijf maanden eerder had Léon Theremin op dezelfde locatie zijn theremin aan het publiek gepresenteerd. Hoewel beide instrumenten op hetzelfde principe zijn gebaseerd, werden ze onafhankelijk van elkaar ontwikkeld. In tegenstelling tot de theremin wordt de ondes-Martenot bespeeld door middel van een traditioneel pianoklavier. Daardoor was de ondes-Martenot commercieel gezien een groter succes dan de theremin. Het instrument bleef in productie tot 1988, maar in 2005 is er wel een vervanger in productie genomen, onder de naam Ondéa.

## Techniek
Het instrument biedt de mogelijkheid met de rechterhand één toon tegelijk voort te brengen op het klavier, of een glissando met de 'ring' vóór het pianoklavier. Door een klein uitschuifbaar toetsenbord kan de speler met de linkerhand een grote knop geleidelijk indrukken om het volume te verhogen en een achttal kleine knoppen om het timbre of de klankkleur te variëren. De toetsen van het klavier en de ring zijn gevoelig: door eenvoudig de toets of de 'ring' te laten bibberen kan de ondes-martenotspeler een vibrato laten horen. 

## Gebruik
Het aan de zingende zaag herinnerende geluid van de ondes-Martenot werd gebruikt door diverse componisten uit de hoek van de avant-garde: op de eerste plaats Olivier Messiaen, maar ook Pierre Boulez, Edgard Varèse, Darius Milhaud, Arthur Honegger en Maurice Jarre maakten allen gebruik van de ondes-Martenot. Het is prominent aanwezig in de Turangalîla-symfonie en de opera Saint-François d'Assise van Messiaen, en in Uaxuctum van Giacinto Scelsi. Ook Charles Koechlin, van een oudere generatie, pikte het instrument op.
In de jaren vijftig werd het geluid van het instrument wel gebruikt op de soundtrack van een spannende sciencefictionfilm. Een vroeg voorbeeld van het gebruik van de ondes in de populaire muziek is Jacques Brels Ne me quitte pas uit 1959. Hij gebruikte het instrument later opnieuw in Le plat pays en La Fanette. Het instrument is gebruikt door de pioniers van de elektronische muziek bij het Philips Natuurkundig Laboratorium en te horen op de opnames van Popular Electronics. Early Dutch electronic music from Philips Research Laboratories, 1956-1963
Ook de rockband Radiohead maakt veelvuldig gebruik van de ondes-Martenot, bespeeld door Jonny Greenwood, en de popmuzikant Trent Reznor speelt ondes in het nummer Sunspots van het album With Teeth.

## Bekende bespelers van de ondes-Martenot
- Jonny Greenwood
- Thomas Bloch
- Jeanne Loriod
- Cynthia Millar
- Christine Simonin
- Evelyn Groynne
- Christine Ott
- Valérie Hartmann-Claverie